# USS San Jacinto (CVL-30)
USS San Jacinto (CVL-30) byla lehká letadlová loď Námořnictva Spojených států, která působila ve službě v letech 1943–1947. Jednalo se o devátou a poslední jednotku třídy Independence.
Loď byla objednána jako lehký křižník třídy Cleveland USS Newark (CL-100), v červnu 1942 však došlo ke změně v objednávce a z budoucího Newarku se stala letadlová loď Reprisal. Její stavba byla zahájena 26. října 1942 v loděnici New York Naval Shipyard v New Yorku. V lednu 1943 byla definitivně přejmenována na San Jacinto a v červenci téhož roku byla překlasifikována na lehkou letadlovou loď. K jejímu spuštění na vodu došlo 26. září 1943, do služby byla zařazena 15. listopadu 1943. V letech 1944 a 1945 se zúčastnila bojů v Tichém oceánu, včetně bitvy ve Filipínském moři. Krátce po skončení druhé světové války byla 1. března 1947 vyřazena ze služby a odstavena do rezerv. V roce 1959 byla překlasifikována na pomocný letadlový transport AVT-5 a nakonec roku 1970 vyškrtnuta z rejstříku námořních plavidel. Na konci roku 1971 byla odprodána do šrotu.